# Thecla euripedes
Thecla euripedes är en fjärilsart som beskrevs av Fabricius 1793. Thecla euripedes ingår i släktet Thecla och familjen juvelvingar. Inga underarter finns listade i Catalogue of Life.